# Espuri Carvili Màxim Ruga
Espuri Carvili Màxim Ruga (en llatí Spurius Carvilius Sp. F. C. N. Maximus Ruga) va ser un magistrat romà del segle iii aC. Era fill de Spurius Carvilius C. F. C. N. Maximus, cònsol el 293 aC, i formava part de la gens Carvília, una gens romana d'origen plebeu.
Va ser elegit cònsol l'any 234 aC junt amb Luci Postumi Albí i va fer la guerra a Còrsega i després a Sardenya. Segons els Fasti, en aquesta segona illa va obtenir una victòria que li va permetre celebrar un triomf. Va ser cònsol per segona vegada l'any 228 aC junt amb Quint Fabi Màxim Berrugós, i va acceptar la llei agrària anomenada Flaminia, proposada pel tribú Gai Flamini sobre divisió de la terra a la Gàl·lia Cisalpina. Polibi situa aquesta llei quatre anys abans, aprovada el 232 aC sota el cònsol Marc Emili Lèpid).
No es menciona a Carvili fins a l'any 216 aC, després de la batalla de Cannes, quan va fer propostes per reforçar l'aliança amb els llatins, i va demanar que el senat augmentés el seu nombre incorporant dos membres de cada una de les tribus llatines, cosa que va ser rebutjada amb molta indignació. Va morir l'any 212 aC quan era membre del col·legi d'àugurs. Se li atribueix haver estat el primer romà que es va divorciar de la seva dona al·legant motius d'esterilitat, i la seva conducta va ser majoritàriament desaprovada, però no és clar que la institució del divorci (de vegades assimilada a la repudiació) no existís abans.